# Clã Nagao

Mon do clã Nagao, Tomoe

O clã Nagao (長尾氏, Nagao-shi) foi uma família de daimyo, senhores feudais que construíram e controlavam o castelo de Kasugayama e o feudo em redor, onde hoje é a Prefeitura de Niigata. Nagao Kagetora, adotado por Uesugi Norimasa, se tornou senhor do castelo em 1548, tomando o nome de Uesugi Kenshin e efetivamente mudando o controle de Kasugayama do clã Nagao para o clã Uesugi. Os Nagao eram descendentes do clã Taira, que por sua vez se originou da Casa Imperial do Japão o que fazem deles descendentes do Imperador. Hoje em dia seus sobreviventes estão espalhados por vários lugares do Japão e do mundo incluindo o Brasil e os EUA.

## Notáveis membros da família Nagao
- Nagao Tamekage (morto em 1536), era pai de Nagao Kagetora, que se tornaria Uesugi Kenshin.
- Uesugi Kenshin (1530-1578), originalmente Nagao Kagetora, é um dos mais famosos guerreiros da história do Japão.
- Nagao Fujikage (datas desconhecidas) lutou sob o comando de Kenshin na quarta batalha de Kawanakajima em 1561.